# Ehevorbereitung
Unter Ehevorbereitung (auch Eheseminar, Pre-Cana, früher Brautseminar) versteht man einen Beratungsprozess, der Brautpaare auf die Herausforderungen einer Ehe vorbereiten oder dabei unterstützen soll.

## Inhalte
In der Ehevorbereitung werden zumeist partnerschaftliche Erfahrungen und Methoden vermittelt (unter anderem im Bereich Kommunikation und Körpersprache, Konfliktlösung, Finanzen) und ggf. an kleinen Beispielen eingeübt. Oft wird auch ein Meinungsaustausch, etwa zur ehelichen Sexualität, angeregt, die eigene Familienherkunft reflektiert oder relevante Rechtsfragen besprochen. Gegebenenfalls werden die Modalitäten der Trauung und das theologische Verständnis des Ehesakraments besprochen. Ehevorbereitungsseminare werden sowohl mit einzelnen Paaren als auch in Kleingruppen (oft in Form von Wochenendseminaren) angeboten.
In den deutschsprachigen Ländern ist die Ehevorbereitung ein optionales Angebot und wird staatlich nicht gefördert oder reguliert. So sind es vor allem kirchliche Einrichtungen und Anbieter, die Paare in dieser Lebensphase mit unterschiedlichen Angeboten zur Seite stehen.

## Römisch-katholische Kirche
Die römisch-katholische Kirche hat die kirchenrechtliche Ehevorbereitung in Form von sogenannten Brautexamen als lange Tradition gepflegt und sie ist als Voraussetzung zur kirchlichen Trauung vorgesehen. Dies wird von der Kirche geplant, da die Trauung traditionell eine Aufgabe der Kirche war. Die Kirche führt über die Eheschließungen Bücher, die sogenannten Matrikel. Die Brautseminare dienen der persönlichen Vorbereitung der Brautleute, der Abfrage von Ehehindernissen, Ledigenstand und Herkunft usw., damit die Ehe als gültig und erlaubt gilt. Dazu wird ein vorgeschriebenes Ehevorbereitungsprotokoll ausgefüllt.

### Lehramtliche Entwicklung
Erst mit dem Schreiben Arcanum divinae sapientiae 1880 von Papst Leo XIII. trat eine Betrachtung des persönlichen Verhältnisses der Brautleute zueinander in den Vordergrund. Dort wird erstmals über die Ehe als Beziehung gesprochen. Weitere 50 Jahre später, 1930 beschrieb Papst Pius XI. ausführlich in Casti connubii, dass es eine personale Vorbereitung in neuer Form geben muss. Manche der Forderungen und Ideen wurden in Deutschland noch nicht umgesetzt. Papst Johannes Paul II. sah 1981 mit dem Dokument Familiaris consortio eine dreistufige Form der Ehevorbereitung vor. Diese besteht aus der christlichen Erziehung in der Kindheit, einer angemessenen Sakramentenkatechese, die auch die Werte von katholischer Ehe vermittelt, und der Vorbereitung der Brautleute auf die Eheschließung (Trauung) und die Ehe. Der CIC schreibt in Can. 1063 darüber hinaus vor, dass die Brautleute auch nach der Eheschließung in der Ehe begleitet werden sollen. Im Schreiben Amoris laetitia fordert Papst Franziskus unter anderem, dass Ehevorbereitung nicht Vorbereitung auf die Eheschließung (wie im Kirchenrecht vorgeschrieben), sondern pastorale Vorbereitung und Begleitung in der Ehe sein müsse.

### Aktuelle Situation
Es gibt zahlreiche Programme; die Bistümer bietet ihre Möglichkeiten zur Ehevorbereitung auf ihren Webseiten an. Die Deutsche Bischofskonferenz bietet u. a. eine App für Brautpaare an.
Durch die neue lehramtliche Entwicklung haben viele Bistümer begonnen, ihre Ehevorbereitung sowohl strukturell, als auch inhaltlich umzugestalten. Ziel ist es, mehr junge Paare anzusprechen und sie zur kirchlichen Trauung hinzuführen. Mehrere Bistümer, wie z. B. das Bistum Essen, haben ein spezielles Team für Hochzeitsvorbereitung in die bischöfliche Verwaltung eingegliedert.
Bei der Schönstatt-Bewegung haben die seit 1988 in Österreich und Süddeutschland durchgeführten sechsteiligen Ehevorbereitungskurse „TRaut EUch“ das Ziel, den Interessenten zu helfen, sich für einen bestimmten Partner sowie das Sakrament der Ehe zu entscheiden und „ehepädagogische Kompetenz“ zu erwerben. Die Methode ist paar-zentriert, d. h. „die Paare selbst bereiten ihre Ehe vor“. Die Schönstatt-Ehevorbereitung basiert auf der Wachstums-Pädagogik von P. Josef Kentenich. Referenten sind Familientrainer-Ehepaare der Akademie für Familienpädagogik und katholische Familien-Seelsorger. Eine Begleitfamilie führt durch die sechs Abende. Der Teilnehmerkreis beträgt etwa 10–15 Paare.
Einen rechtlichen Sonderweg hat 2016 das Bistum Augsburg eingeschlagen: Es verpflichtet Paare, sich mindestens vier Monate vor der kirchlichen Trauung anzumelden und an mehreren Terminen zur Ehe-Vorbereitung (im Unterschied zur bisher vorgeschriebenen Hochzeits-Vorbereitung) teilzunehmen.
In den USA wurde die Theologie des Leibes (Johannes Paul II.; Theology of the Body) in den katholischen Diözesen in den Lehrplan des Ehevorbereitungskurses aufgenommen.

## Protestantische Kirchen
Für die evangelische Kirche sind Traugespräche zwar die Regel, konzentrieren sich aber häufig nur auf die Vorbereitung des Traugottesdienstes und nicht auf die Ehe insgesamt. Hier wird zunehmend von einigen Theologen mehr Initiative von der Kirche gefordert. Bei Freikirchen gibt es häufig ein ausgeprägteres, aber eher uneinheitlich gestaltetes Engagement für Ehevorbereitung.
Bei TEAM.F dienen die Eheseminare zur Ehevorbereitung, zur Vertiefung der Ehe oder als Hilfe zum Familienleben und bei der Erziehung.

## Überkonfessionelle Angebote
Es gibt verschiedene Ehevorbereitungstools, die das Schwergewicht auf die Paarberatung legen. Diese können von Beratenden aller Konfessionen eingesetzt werden und auch Paare damit begleiten, die keinen kirchlichen Hintergrund haben. Dazu zählen der Ehe- und Beziehungskurs (EBK), der von Elfie und Ruedi Mösch erarbeitet und verbreitet wurde, aber auch PREPARE/ENRICH, das vor allem von professionellen Beratern genutzt wird. Auch zum interaktiven Paar- und Ehevorbereitungskurs 'Ernsthaft verliebt' steht ein Beraterleitfaden zur Verfügung. Dieser Kurs kann aber von Paaren auch selbstständig genutzt werden.
Bei all diesen Angeboten steht das gegenseitige Kennenlernen des Paares im Mittelpunkt. Dazu werden auch Tipps zu Beziehungsthemen gegeben, wie Kommunikationstipps usw.